# 管理太常寺事務大臣
管理太常寺事務大臣，為清朝總領管理太常寺之職官，定額1人，由皇帝於大臣中特簡充任。

## 建置
清制太常寺原以太常寺卿、少卿掌理寺事。至雍正元年（1723年），特簡大臣綜理寺事，即管理太常寺事務大臣。乾隆十四年（1749年）規定由禮部滿尚書為兼管太常寺事務大臣。至光緒三十二年（1906年）改革官制，裁撤官缺併入禮部。